# Posillipo

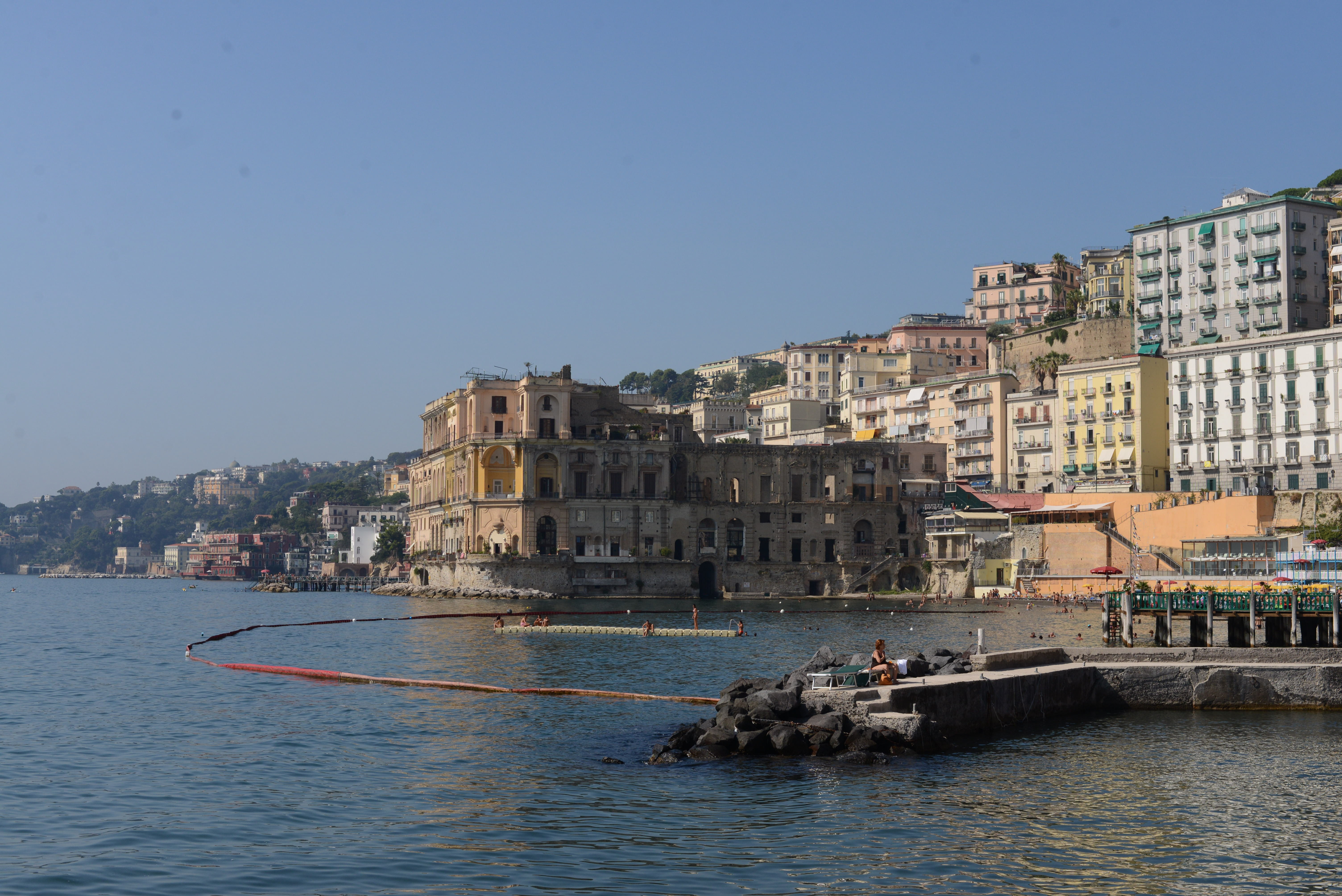
Zicht op het Palazzo Donn'Anna vanuit de golf van Napels

Posillipo is een historische wijk in het zuidwesten van de Italiaanse stad Napels. De aan de Golf van Napels gelegen rijke residentiële wijk heeft ongeveer 22.000 inwoners. De wijk maakt samen met de eveneens aan het water gelegen rijke wijken Chiaia en San Ferdinando, beiden ten oosten van Posillipo het stadsdeel Municipalità 1 uit. Posillipo grenst aan de wijken Chiaia.
Een van de eerste kastelen zichtbaar als de wijk vanuit de zeepromenade vanuit Chiaia wordt ingereden is het Palazzo Donn'Anna. Het meest opvallende bouwwerk in de wijk is de Villa Rosebery, een van de drie Residenze ufficiali del presidente della Repubblica Italiana in Italië, ambtswoningen van de Italiaanse president. De andere twee zijn het Palazzo del Quirinale en de tenuta presidenziale di Castelporziano, beide in Rome.
De berg waarop de wijk zich bevindt, draagt eveneens de naam Posillipo. De Romeinen doorboorden de Posillipo om militair-strategische redenen: de tunnel draagt de naam Crypta Neapolitana.
In de wijk Posillipo staat het mausoleum voor de gesneuvelden van de twee Wereldoorlogen: het mausoleum Schilizzi. Ook de Villa Roccaromana staat in de buurt, eveneens aan de zeezijde.